# Ludovicus Nonnius

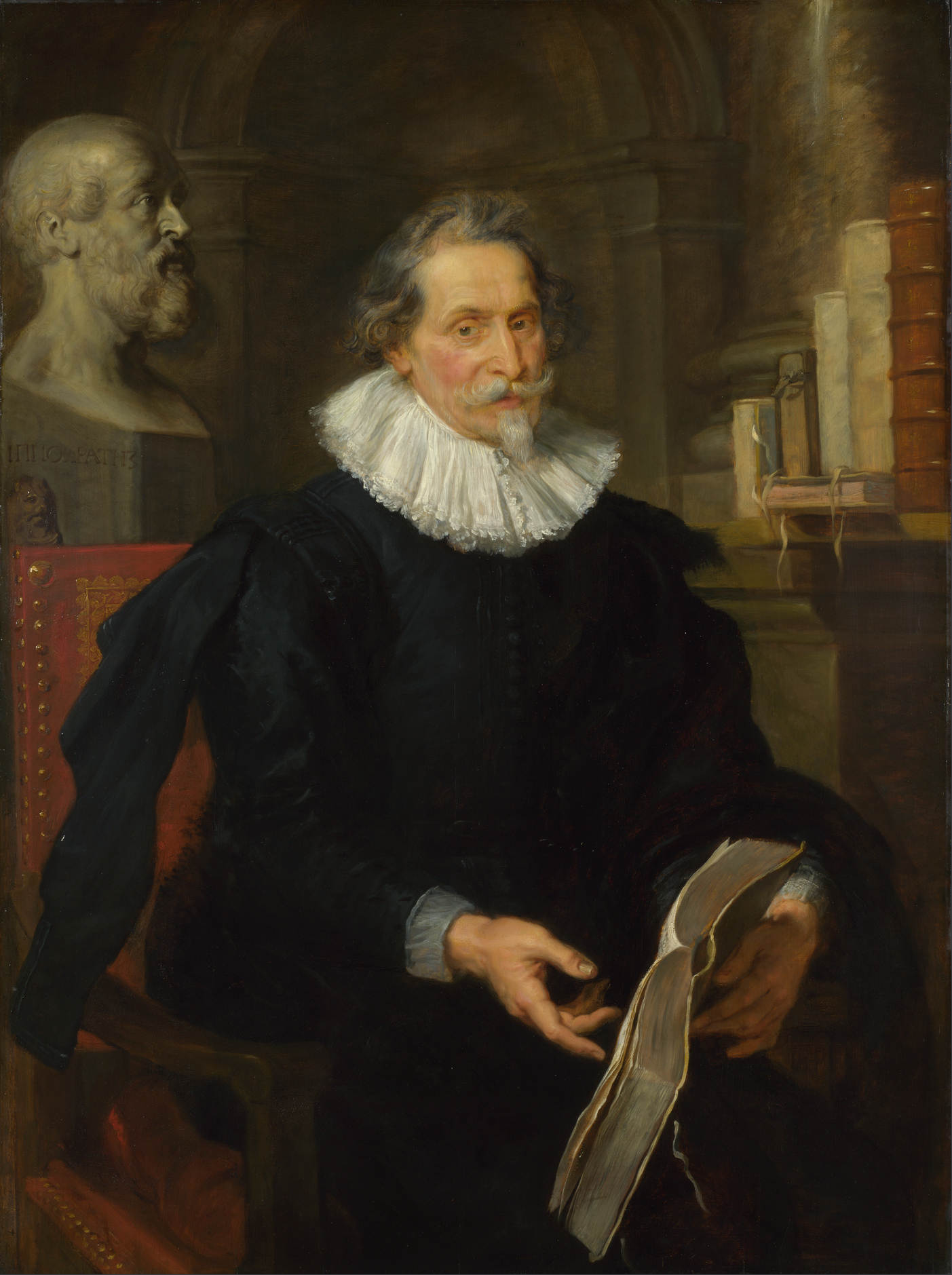
Ludovicus Nonnius, c. 1627

Ludovicus Nonnius (Antwerpen, 1553 – aldaar, 1645) is de Latijnse naam van Luis Nuňez, een Zuid-Nederlandse arts van Portugese afkomst die beschouwd wordt als de grondlegger van de medische diëtetiek. Hij was een van de artsen van Peter Paul Rubens, die in 1627 een portret van hem schilderde. Nonnius blonk als humanist in de renaissance uit in meer dan een discipline en schreef naast geneeskundige, ook aardrijkskundige en historische werken, en boeken over Griekse en Romeinse munten. Zijn meest invloedrijke werk is het vierdelige Diaeteticon uit 1627, de eerste systematische studie van voedingsmiddelen vanuit medisch-hygiënische invalshoek.

## Levensloop
Ludovicus was de zoon van Alvarez Nuňez die naar Zuidelijke Nederlanden emigreerde in 1550. Hij latiniseerde zijn naam naar Nonnius en startte een medische praktijk in Antwerpen. Alvarez was een van de maranen die in 1532 van keizer Karel V toestemming kregen om in Antwerpen te verblijven. Hoewel het Keizerlijk Edict in 1550 werd ingetrokken interpreteerde Maria van Hongarije, de toenmalige landvoogdes, de maatregel zeer soepel en de Sefardische Joden konden in Antwerpen blijven. Na de Unie van Utrecht vertrokken alsnog vele Joden naar de Noordelijke Nederlanden. Uitsluitend maranen die reeds meer dan zes jaar in Antwerpen verbleven en die beloofden de christelijke leer te volgen mochten blijven.
In die context werd Ludovicus in 1553 in Antwerpen geboren. In 1577 behaalde hij zijn medisch diploma aan de universiteit van Leuven en startte daarna een eigen praktijk in Antwerpen. Ook hij besloot na de scheiding der Nederlanden in Antwerpen te blijven. Tot zijn klantenkring behoorde de schilder Rubens die meermaals bij hem op consultatie kwam, onder meer bij het uitbreken van de pest in Antwerpen in 1625. Nonnius behandelde ook Rubens’ vrouw Isabella Brant, die ondanks zijn zorgen in 1626 overleed. In 1620 was hij een der oprichters van het Collegium Medicum Antverpiense (tegenwoordig de Koninklijke Geneeskundige Kring van Antwerpen), een van de oudste medische beroepsverenigingen ter wereld en de eerste in de Zuidelijke Nederlanden.
De aanwezigheid in Antwerpen van vele meesterdrukkers, vooral de drukkerij van Plantijn en Moretus, gaf Nonnius ook de ruimte voor publicatie van zijn werken. Hij onderhield ook een briefwisseling met onder anderen Justus Lipsius en de Dordtse arts Jan van Beverwyck. Nonnius woonde met zijn vrouw Francisca Godines in het Schild van Spanje, een woning in de Lange Gasthuisstraat in Antwerpen. Daar overleed hij in 1645 op 92-jarige leeftijd.

## Voedingsleer
Zoals de generatie geneesheren voor hem die in Antwerpen arriveerde na hun verbanning uit Spanje en Portugal, was Nonnius goed op de hoogte van de Griekse, Romeinse en Arabische geneeskunde en de gebruikelijke aanbevelingen en voorschriften rond gezondheid en voeding. Veel van zijn werken zijn bewaard gebleven. Hij beschreef als eerste die kennis op een systematische wijze, zij het vooral gebaseerd op empirisme, literatuur en “boekenwijsheid”, en niet op eigen onderzoek.
Het eerste boek Ichthyophagia uit 1616 beschrijft 37 soorten vis, waarvan hij de gezondheidsaspecten afweegt. Zijn belangrijkste werk is de Diaeteticon uit 1627 in vier delen. Het boek staat vol referenties aan eerdere auteurs en zijn commentaren daarop. Het eerste boek behandelt de basisprincipes van een gezonde voeding, de beschrijving van verschillende soorten brood, van de effecten van verschillende soorten groenten en fruit en van de bewarende eigenschappen van zout. In het tweede boek behandelt Nonnius het eten van vlees, ook varkensvlees dat naar het inzicht van Nonnius wel mag gegeten worden, zij het met mate. In het derde boek behandelt hij het voedsel uit zeeën en rivieren, in feite een herneming van de Ichthyophagia. In het vierde en laatste boek behandelt hij de dranken, waaronder verschillende soorten wijn.
Nonnius hechtte ook veel belang aan de genezende kracht van mineraalwater. Dat komt onder meer tot uiting in zijn briefwisseling in 1635 met Jan van Beverwijck. Als remedie tegen nierstenen raadt hij het drinken aan van spawater, dat destijds in Antwerpen, maar ook in het Dordrecht van Van Beverwijck ter beschikking was. Het beste was natuurlijk een kuur ter plaatse, maar dat was wegens de oorlogssituatie niet makkelijk uitvoerbaar. Veel van zijn raadgevingen zijn thans achterhaald. Zijn algemene uitgangspunten en zijn benadrukken van het eten van vis en drinken van mineraalwater zijn daarentegen nog steeds actueel.

## Werken
- Hispania sive Populorum Urbium, Insularum et Fluminum in ea accuratior descriptio, 1607
- Ichtyophagia; sive, De piscium esu commentarius, Antwerpen, Petrus en Joannes Bellerus, 1616
- Commentarius in nomismata imp. Iulii Augusti et Tiberii, Huberto Goltzio scalptore, Antwerpen, Hieronymum Verdussium, 1620.
- Diaeteticon sive de re cibaria libri IV, Antwerpen, Petrus Bellerus, 1627
- Commentarius in Huberti Goltzi Graeciam, insulas, et Asiam Minorem, Antwerpen, Plantijn-Moretus, 1644 (numismatiek)
- C. Ivli Caesaris, Antwerpen, Plantijn-Moretus, 1644 (numismatiek)